# غرايم ديفيز
غرايم ديفيز (بالإنجليزية: Graeme Davies)‏ هو مهندس نيوزيلندي، ولد في 7 أبريل 1937 في نيوزيلندا.